# The Game Awards 2019
Game Awards 2019 — церемонія нагородження найкращих відеоігор 2019 року. Захід був організований та проведений Джеффом Кейлі, творцем і продюсером The Game Awards, і відбувся для запрошеної аудиторії в театрі Microsoft у Лос-Анджелесі 12 грудня 2019 року. Церемонію перед шоу вела Сідні Гудман. Подія транслювалася в прямому ефірі на понад 50 цифрових платформах; це була перша пряма трансляція в Індії та одночасно транслювалася у 53 кінотеатрах по всій території Сполучених Штатів. На шоу виступили Chvrches, Grimes та Green Day, а також виступили зірки, зокрема Стівен Каррі, Він Дізель, Норман Рідус та Мішель Родрігес. У зв'язку з подією було проведено віртуальний ігровий фестиваль онлайн, що дозволило грати в безкоштовні демоверсії через Steam протягом 48 годин.
Відеогра Death Stranding отримала десять номінацій, найбільше з усіх Game Awards на сьогоднішній день, тоді, як Disco Elysium поділила перше місце серед ігор з найвищою кількістю нагород в історії шоу, отримавши чотири перемоги. Sekiro: Shadows Die Twice отримала нагороду «Гра року». Під час виставки було представлено кілька нових ігор, зокрема Bravely Default II, Godfall та Senua's Saga: Hellblade II, а Microsoft представила Xbox Series X як наступника Xbox One. Номінації Death Stranding обернулась в звинувачення у неналежній поведінці через дружбу Кілі з гейм-директором Хідео Кодзімою; Кілі пояснив, що він не бере участі в голосуванні. Відгуки про церемонію були неоднозначними: похвала оголошенням, але критика була спрямована на зменшення уваги до нагород. Шоу переглянули понад 45 мільйонів стрімів, що є найбільшим показником за всю його історію на сьогоднішній день, а на піку його дивилися 7,5 мільйона одночасно.

## Передісторія
Як і на попередніх ітераціях The Game Awards, ведучим та продюсером шоу був канадський журналіст, що спеціалізується на іграх, Джефф Кейлі. Він повернувся як виконавчий продюсер разом із Кіммі Х. Кім, а Річард Пройсс та Лерой Беннетт — як режисер та креативний директор відповідно. Ведучою передшоу була Сідні Гудман. Презентація відбулася в театрі Microsoft у Лос-Анджелесі 12 грудня 2019 року та транслювалася в прямому ефірі на понад 50 цифрових платформах, включаючи Facebook, Twitch, Twitter та YouTube. Завдяки партнерству з Nodwin Gaming, шоу 2019 року стало першим, яке транслювалося в прямому ефірі в Індії, по телебаченню через MTV та онлайн через такі сервіси, як JioTV, MX Player та Voot. Шоу транслювалося одночасно у 53 кінотеатрах Cinemark по всій території Сполучених Штатів разом із прем'єрним показом фільму «Джуманджі: Наступний рівень» у партнерстві з Sony Pictures. Кіглі раніше хотів транслювати серіал у кінотеатрах і вважав, що вихід фільму «Джуманджі», який значною мірою зосереджений на відеогрі, ідеально підходить для цього.
Кіглі провів більшу частину року, готуючись до шоу, як і близько восьми штатних працівників постановки; сотні учасників працювали над фінальним шоу. У листопаді Кім працювала по 11 годин на день, щоб узгодити шоу з підрядниками та розшифрувати його темп. Під час церемонії Кіглі поспілкувався з анімаційним персонажем Міражем з Apex Legends, щоб оголосити про святкову подію в грі. Взаємодія відбувалася в режимі реального часу, а актор Роджер Крейг Сміт виконував рухи за допомогою захоплення руху в студії, окрім театру Microsoft. Креативний директор гри Дрю Стаффер звернувся з цією ідеєю до студії креативного продакшену The Mill у жовтні 2018 року. Компанія «The Mill» співпрацювала з Cubic Motion для розробки технології та з Animatrik для захоплення руху. Знімальні групи розглядали можливість розкриття технології під час шоу, але вирішили зберегти ілюзію до кінця.
У шоу взяли участь такі ведучі, як Стефен Каррі, Він Дізель та Норман Рідус, а також виступили Chvrches, Green Day та Grimes. Кіглі забезпечив, щоб ведучі та виконавці були актуальними для індустрії відеоігор, бажаючи уникнути «знаменитості в шоу заради знаменитості». Вручення нагороди Реджі Філс-Еме було його п'ятим за шоу та першим з моменту виходу на пенсію з посади президента Nintendo of America. Презентація від Bunsen Honeydew та Beaker ознаменувала другу появу Маппетів після появи королівських креветок Пепе на The Game Awards 2018. У зв'язку з цим заходом, з 12 по 14 грудня 2019 року відбувся онлайн-фестиваль віртуальних ігор. Кілька майбутніх ігор, зокрема Carrion, Spiritfarer та Skatebird, вийшли у безкоштовних демоверсіях через Steam протягом 48 годин.

## Оголошення
Valve оголосила, що представить Half-Life: Alyx на церемонії, але відмовилася від участі за кілька годин до заходу. Були оголошені нещодавно випущені та майбутні ігри для Apex Legends, Beat Saber, Black Desert Online, Control, Cyberpunk 2077, Gears Tactics, Ghost of Tsushima, Humankind, Magic: The Gathering Arena, New World, No More Heroes III та Ori and the Will of the Wisps. Крім того, Microsoft представила Xbox Series X як наступника Xbox One. Оголошення було настільки секретним, що Філ Спенсер прочитав підроблений сценарій про Xbox Game Pass під час репетицій. ' Godfall став першою грою для PlayStation 5, яку було анонсовано.

## Переможці та номінанти
Номінантів на премію The Game Awards 2019 було оголошено 19 листопада 2019 року. Будь-яка гра, випущена до 15 листопада 2019 року включно, мала право на розгляд. Номінантів склало журі, до складу якого увійшли представники 80 ЗМІ з усього світу. Переможців визначали за результатами голосування журі (90 відсотків) та публіки (10 відсотків); останнє проводилося на офіційному вебсайті. Винятком була нагорода «Голос гравця», повністю номінована та обрана громадськістю після трьох 24-годинних голосувань, які розпочалися з 24 ігор і закінчилися чотирма. Загальна кількість голосів публіки склала 15,5 мільйона, що на 50 відсотків більше, ніж на попередньому шоу. На виставці були представлені нові лауреати премії Global Gaming Citizens, що проводиться у партнерстві з Facebook Gaming ; двох переможців було оголошено на E3 2019, а трьох фіналістів — під час церемонії нагородження разом із відео від режисерів Indie Game: The Movie Лізанни Пажо та Джеймса Свірскі.

## Номінанти
Ерік Ван Аллен з USgamer розкритикував номінантів на «Гру року» за те, що вони надали перевагу The Outer Worlds над такими іграми, як Disco Elysium, Fire Emblem: Three Houses та Outer Wilds ; він також висловив здивування тим, що Death Stranding отримала таку велику кількість номінацій. Він оцінив номінації на інді-ігри в більшості категорій, але вважав, що їх несправедливо проігнорували в номінації «Гра року». Далтон Купер з Game Rant назвав Astral Chain, Devil May Cry 5 та Fire Emblem: Three Houses найбільшими зневагами. Джен Гленнон ' Inverse вважала, що Fire Emblem: Three Houses не отримала нагороди в таких категоріях, як «Найкращий художній керівник» та «Найкращий аудіодизайн», і вважала номінацію на «Найкращу стратегічну гру» недоречною, оскільки це рольова гра. Енді Чок з PC Gamer ' свою невпевненість щодо номінантів на премію «Нова інди-гра», оскільки деякі з них вже створювали попередні ігри, незважаючи на те, що категорія призначена для розробників-початківців.
Рекордні десять номінацій Death Stranding спричинили звинувачення у неналежній поведінці та конфлікті інтересів через дружні стосунки Кілі з гейм-директором Хідео Кодзімою та його епізодичну появу в грі. Кіглі сказав, що розуміє та цінує занепокоєння, але повторив, що не бере участі у висуванні кандидатур журі чи виборі премій, зазначивши, що навмисно дистанціюється через тісні робочі стосунки з розробниками та видавцями. Крім того, хоча Кодзіма входить до складу дорадчої ради Game Awards, Кіглі стверджував, що рада не мала прямого впливу на вибір. Гізер Александра ' Kotaku написала, що близькі стосунки й надалі погано позначатимуться на церемонії, незалежно від роз'яснень Кіглі.

## Церемонія
Вистава отримала неоднозначні відгуки з боку ЗМІ. Джексон Райан з CNET вважав шоу «схожим на одну гігантську рекламу», але високо оцінив деякі анонси, зокрема Xbox Series X, Hellblade II та Weird West, а також гру Чврчес.
Метт ТМ Кім з IGN також високо оцінив деякі несподівані оголошення, але вважав, що шоу більше зосереджене на трейлерах, ніж на нагородах. Метью Форд з Pocket Gamer сказав, що мобільним іграм немає місця на The Game Awards — як для оголошень, так і для нагород — через несумісну аудиторію; він вважав, що окрема презентація, така як Nintendo Direct, була б більш доречною. 
Чалк з PC Gamer вважав, що шоу бракувало «мегаблокбастерних ігрових презентацій», таких як The Elder Scrolls чи Mass Effect. Патрік Клепек з Vice високо оцінив успіх Disco Elysium ' отриманні нагород а Патрісіо Кобек ' TheGamer підозрював, що це вплине на майбутні ігри, і сподівався, що це призведе до появи більшої кількості розробників-експериментаторів.

## Глядачі
Церемонія вручення нагород Game Awards 2019 року стала найпопулярнішою на сьогодні, що здивувало Кіглі, оскільки він підозрював, що шоу досягло свого піку у 2018 році. Для перегляду шоу було використано понад 45,2 мільйона трансляцій, що на 73 відсотки більше, ніж 26,2 мільйона на церемонії 2018 року. На піку популярності шоу мало понад 7,5 мільйонів одночасних глядачів, зокрема понад 2 мільйони на Twitch та YouTube. Шоу мало збільшену кількість глядачів у Китаї, що, за словами Кіглі, частково пов'язано з оголошеннями щодо League of Legends. Збільшення кількості глядачів запевнило Кейлі, що цифрове шоу було ефективнішим за телевізійну трансляцію. Він частково пояснив зростання кількості глядачів «загальним зростанням прямих трансляцій», але вважав, що важко назвати конкретний фактор.